# Prohydata subpartita
Prohydata subpartita är en fjärilsart som beskrevs av Paul Dognin 1916. Prohydata subpartita ingår i släktet Prohydata och familjen mätare. Inga underarter finns listade i Catalogue of Life.